# Caroline Dean
Corona Caroline Dean (2 de abril de 1957) es una botanista británica. 
Se graduó en la Universidad de York en 1978 de Biología e hizo un doctorado en la misma universidad en 1982.
Realiza sus investigaciones en el John Innes Centre sobre el control molecular de la sincronización de la floración en las plantas.

## Premios
- 2004, Orden del Imperio Británico (OBE) y Miembro de la Royal Society.
- 2008, Miembro extranjero de la Academia Nacional de Ciencias de Estados Unidos.
- 2016, Orden del Imperio Británico.[8]
- 2016, Anexo:Medalla Darwin de la Royal Society.
- 2018, Premio L'Oréal-UNESCO a Mujeres en Ciencia.[9]
- 2020, Premio Wolf en Agricultura.[10]